# Конвалюта
Конвалю́та (лат. convolutus — свёрнутый, обёрнутый) — тип упаковки, как правило, медицинских препаратов (таблеток, капсул) в виде плоской бумажной или пластиковой матрицы с ячейками. Иногда изготавливается из двух склеенных слоёв алюминиевой фольги.
Разновидностью конвалюты является блистер.
Конвалюты (особенно блистеры) с лекарствами часто дополнительно упаковывают в картонные коробки.
Иногда в конвалюты пакуют мелкие немедицинские изделия — предохранители, «кремни» для зажигалок, швейные иглы.